# Deep River (Utada Hikaru)
Deep River è il terzo album in studio in lingua giapponese (il quarto in totale) della cantante j-pop Hikaru Utada, pubblicato il 19 giugno 2002. L'album ha venduto oltre 2,35 milioni di copie nella sua prima settimana di pubblicazione, debuttando al primo posto della classifica settimanale Oricon, e diventando l'album più venduto in Giappone dell'anno. Inoltre, secondo l'IFPI, l'album è alla diciottesima posizione della classifica dei cinquanta album più venduti nel mondo nel 2002. Ricopre invece l'ottava posizione nella classifica degli album più venduti nella storia del Giappone.

## Tracce
1. Sakura Drops (SAKURAドロップス Sakura Doroppusu) - 4:58
2. Traveling - 5:14
3. Shiawase ni Narō (幸せになろう?, Let's Be Happy) - 4:46
4. Deep River - 4:37
5. Letters - 4:48
6. Play Ball (プレイ・ボール Purei Bōru) - 4:14
7. Tokyo Nights (東京NIGHTS) - 4:43
8. A.S.A.P. - 4:56
9. Uso Mitai na I Love You (嘘みたいな I Love You, The Dubious I Love You) - 4:49
10. Final Distance - 5:38
11. Bridge (Interlude) - 1:09
12. Hikari (光?, Light) - 5:02